# Форт-Бентон (Монтана)
Форт-Бентон (англ. Fort Benton) — місто (англ. city) в США, в окрузі Чуто штату Монтана. Населення — 1449 осіб (2020).

## Географія
Форт-Бентон розташований за координатами 47°49′43″ пн. ш. 110°39′21″ зх. д. / 47.82861° пн. ш. 110.65583° зх. д. (47.828614, -110.655940).  За даними Бюро перепису населення США в 2010 році місто мало площу 5,36 км², уся площа — суходіл. В 2017 році площа становила 5,94 км², уся площа — суходіл.

### Клімат
| Клімат : Форт-Бентон               | Клімат : Форт-Бентон | Клімат : Форт-Бентон | Клімат : Форт-Бентон | Клімат : Форт-Бентон | Клімат : Форт-Бентон | Клімат : Форт-Бентон | Клімат : Форт-Бентон | Клімат : Форт-Бентон | Клімат : Форт-Бентон | Клімат : Форт-Бентон | Клімат : Форт-Бентон | Клімат : Форт-Бентон | Клімат : Форт-Бентон |
| Показник                           | Січ.                 | Лют.                 | Бер.                 | Квіт.                | Трав.                | Черв.                | Лип.                 | Серп.                | Вер.                 | Жовт.                | Лист.                | Груд.                | Рік                  |
| Абсолютний максимум, °C            | 21,7                 | 25,0                 | 28,3                 | 33,9                 | 36,1                 | 40,0                 | 41,1                 | 42,8                 | 37,8                 | 34,4                 | 26,1                 | 19,4                 | 42,8                 |
| Середній максимум, °C              | 1,7                  | 5,2                  | 10,6                 | 17,1                 | 22,1                 | 26,3                 | 30,3                 | 29,9                 | 24,1                 | 17,9                 | 8,1                  | 2,9                  | 16,4                 |
| Середня температура, °C            | −5,2                 | −2,2                 | 2,9                  | 8,6                  | 13,7                 | 17,8                 | 20,9                 | 20,4                 | 14,8                 | 9,1                  | 1,1                  | −3,7                 | 8,2                  |
| Середній мінімум, °C               | −12,2                | −9,6                 | −4,8                 | 0,0                  | 5,2                  | 9,3                  | 11,4                 | 10,9                 | 5,4                  | 0,2                  | −6                   | −10,4                | 0,0                  |
| Абсолютний мінімум, °C             | −45                  | −38,3                | −37,2                | −22,2                | −8,9                 | −1,1                 | 1,7                  | −1,7                 | −8,3                 | −26,1                | −33,9                | −43,9                | −45                  |
| Норма опадів, мм                   | 14                   | 10                   | 22                   | 31                   | 58                   | 62                   | 34                   | 39                   | 31                   | 20                   | 14                   | 13                   | 348                  |
| ---------------------------------- | -------------------- | -------------------- | -------------------- | -------------------- | -------------------- | -------------------- | -------------------- | -------------------- | -------------------- | -------------------- | -------------------- | -------------------- | -------------------- |
| Джерело: NOAA (normals, 1971–2000) |                      |                      |                      |                      |                      |                      |                      |                      |                      |                      |                      |                      |                      |

## Демографія
Згідно з переписом 2010 року, у місті мешкали 1464 особи в 686 домогосподарствах у складі 412 родин. Густота населення становила 273 особи/км².  Було 811 помешкання (151/км²).
Расовий склад населення:
| - 97,4 % — білих - 0,5 % — корінних американців - 0,2 % — азіатів - 0,1 % — чорних або афроамериканців |

До двох чи більше рас належало 1,7 %. Частка іспаномовних становила 0,6 % від усіх жителів.
За віковим діапазоном населення розподілялося таким чином: 17,6 % — особи молодші 18 років, 54,7 % — особи у віці 18—64 років, 27,7 % — особи у віці 65 років та старші. Медіана віку мешканця становила 52,1 року. На 100 осіб жіночої статі у місті припадало 90,6 чоловіків;  на 100 жінок у віці від 18 років та старших — 86,8 чоловіків також старших 18 років.
Середній дохід на одне домашнє господарство  становив 52 752 долари США (медіана — 37 991), а середній дохід на одну сім'ю — 70 001 долар (медіана — 62 283). Медіана доходів становила 39 306 доларів для чоловіків та 25 078 доларів для жінок. За межею бідності перебувало 5,4 % осіб, у тому числі 0,0 % дітей у віці до 18 років та 7,2 % осіб у віці 65 років та старших.
Цивільне працевлаштоване населення становило 580 осіб. Основні галузі зайнятості: освіта, охорона здоров'я та соціальна допомога — 18,4 %, мистецтво, розваги та відпочинок — 12,8 %, роздрібна торгівля — 10,9 %.